# Upney (Metropolitano de Londres)
Upney é uma estação do Metrô de Londres localizada em Upney Lane, em Barking, leste de Londres. Fica na linha District entre a estação Barking a oeste e a estação Becontree a leste. São 10,96 quilômetros (6,81 mi) ao longo da linha do terminal leste em Upminster e 23,24 quilômetros (14,44 mi) para Earl's Court no centro de Londres, onde a linha se divide em três ramais. Fica na zona tarifária 4 de Londres.
A estação foi inaugurada em 1932 pela London, Midland and Scottish Railway nos trilhos eletrificados locais que foram estendidos de Barking para Upminster.

## História
Upney, High Upney e Low Upney provavelmente perderam sua identidade quando foram engolidos pela cidade de Barking. Aparentemente, eles perderam essa identidade após a inauguração da estação, como Upney foi mostrado em um mapa do Ordnance Survey totalmente revisado em 1932, quando a área era menos urbanizada do que é hoje.
A estação Upney foi inaugurada em 1932, quando a linha eletrificada District foi estendida de Barking para Upminster. A estação foi construída e inicialmente operada pela London, Midland and Scottish Railway com serviços prestados pela linha District desde o início.

## Projeto
Os edifícios da estação têm um design típico da década de 1930 e as plataformas estão dispostas numa ilha central com um passadiço inclinado que liga à bilheteira. O design da estação é muito semelhante ao de Dagenham Heathway e Elm Park.

## Serviços
O serviço fora de pico típico da estação é:
- 12 tph (trens por hora) leste para Upminster
- 6 tph a oeste até Ealing Broadway
- 6 tph a oeste para Richmond

## Conexões
A rota 62 dos ônibus de Londres atende a estação.